# Alena Mihulová
Alena Mihulová (* 4. Mai 1965 in Brünn, Tschechoslowakei) ist eine tschechische Schauspielerin.

## Leben
Alena Mihulová wurde in Brünn geboren. Als sie 10 Jahre alt war, ließen sich ihre Eltern scheiden. Sie studierte später in Prag zunächst Wirtschaft und spielte nebenbei in einer Amateurtheatergruppe. Sie sprach dann als 17-Jährige auf Empfehlung eines Freunds für die Hauptrolle in Karel Kachyňas Film Die kleine Krankenschwester (Originaltitel Sestřičky) vor. Sie verliebte sich bei den Dreharbeiten in den 41 Jahre älteren Kachyňa und ging eine Beziehung mit ihm ein. Diese hielten die beiden knapp 10 Jahre geheim, machten sie später aber öffentlich und sie heirateten schließlich. Mihulová spielte in ihrer Karriere in insgesamt vier Filmen ihres Mannes mit.
Da sie keine professionelle Ausbildung zur Schauspielerin erhalten hatte, bewarb sich Mihulová in den 1980er Jahren mehrmals an der Theaterfakultät der Akademie der Musischen Künste in Prag (DAMU), wurde allerdings nicht angenommen. Sie wurde Elevin am Činoherní studio Ústí nad Labem, wo sie 1986 und 1987 arbeitete. Sie wurde dann in ihrer Geburtsstadt an der Janáček-Akademie für Musik und Darstellende Kunst Brünn (JAMU) aufgenommen und absolvierte dort schließlich ihr Schauspielstudium. Sie spielte anschließend im Labyrinth Theater bis zu dessen Schließung und später in Prag am Theater in der Dlouhá Straße und am Theater Divadlo v Řeznické.
Um die Jahrtausendwende kümmerte sich Mihulová um ihren schwer erkrankten Mann und pflegte ihn bis zu dessen Tod im Jahr 2004. All dies nahm sie stark mit, sodass sie sich in psychotherapeutische Behandlung begeben musste und sich aus dem öffentlichen Leben zurückzog. Erst ab Ende der 2000er Jahre spielte sie wieder Hauptrollen am Theater und trat in Filmen auf. Mit dem 2015 veröffentlichten Film Domácí péče kam ihr großes Comeback. Der Film war sehr erfolgreich und sie gewann mehrere Preise für ihre Rolle, so unter anderem im Jahr 2016 den Český lev („Böhmischer Löwe“) als Beste Hauptdarstellerin. Sie steht seit 2016 am Theater Ungelt (Divadlo Ungelt) auf der Bühne, spielt aber weiterhin auch in Filmen mit.
Aus ihrer Ehe mit Kachyna hat sie eine Tochter Karolina. Sie lebt gemeinsam mit ihr und deren Freundin in Hradčany in Prag.

## Filmografie
- 1983: Die kleine Krankenschwester (Sestřičky)
- 2015: Domácí péce
- 2016: Operation Anthropoid (Antropid)
- 2017: Die Frau des Zoodirektors (The Zookeeper’s Wife)
- 2018: Momente (Chvilky)
- 2023: Victim (Obet)
- 2024: Das Jahr des Gärtners (Zahradníkuv rok)

## Auszeichnungen
- 2016: Český lev – Beste Hauptdarstellerin (in dem Film Domácí péce)[5]
- 2015: Internationales Filmfestival Karlovy Vary – Beste Darstellerin (in dem Film Domácí péce)
- 2016: Neiße Filmfestival – Beste darstellerische Leistung (in dem Film Domácí péce)[6]